# Jan III. (papež)
Jan III. (latinsky Ioannes) († 13. července 574 v Římě) byl papežem od 17. července 561 do 13. července 574.

## Život
Jan III., původním jménem Ioannes Catellinus, pocházel v významné římské rodiny. Jeho otec Anastasius byl nositelem titulu illustris (slavný). Ačkoliv Jan III. vládl coby papež téměř třináct let, o jeho pontifikátu je známo jen velmi málo. Padl v neklidných časech invaze Lombarďanů do Itálie a téměř všechny památky svědčící o něm a jeho době byly zničeny. V Knize papežů (Liber Pontificalis) je o něm zmínka, že zemřel 7. července 574, jiné zdroje uvádějí 13. července.